# Chintamaninagar, Bijapur
Chintamaninagar là một làng thuộc tehsil Bijapur, huyện Bijapur, bang Karnataka, Ấn Độ.